# Абдуалиев, Алишер Хабибуллаевич
Алишер Хабибуллаевич Абдуалиев (род. 20 мая 1965, Ташкент) — узбекский дипломат, чрезвычайный и полномочный посол Республики Узбекистан на Украине.

## Биография
Алишер Абдуалиев родился 20 мая 1965 года в Ташкенте. С 1983 по 1985 год служил в Советской Армии. В 1989 году окончил Ташкентский государственный университет. В 2005 году окончил юридический факультет Ташкентского государственного университета. С 1989 по 1992 год работал стажёром-исследователем, аспирантом, и преподавателем кафедры политической экономии Ташкентского государственного университета.
С 1992 по 1993 год работал ведущим и главным специалистом отдела контроля за выполнением международных договоров и соглашений Главного управления анализа и перспектив развития внешнеэкономических связей Министерства внешних экономических связей. После этого, с 1993 по 1995 год был главным специалистом отдела внешнеэкономического сотрудничества со странами Европы Главного управления анализа и перспектив развития ВЭС МВЭС. Впоследствии, с 1995 по 2001 год, был главным специалистом отдела по координации внешнеэкономической деятельности и развития внешней торговли Департамента по координации внешнеэкономической деятельности Кабинета Министров Республики Узбекистан. С 2001 по 2004 год Алишер Абдуалиев работал главным специалистом группы по вопросам расширения экспортного потенциала и импортозамещения Департамента внешнеэкономических связей и иностранных инвестиций Кабинета Министров Республики Узбекистан.
С 2004 по 2005 год Алишер Хабибуллаевич — ведущий специалист Информационно-аналитического департамента по вопросам внешних связей Кабинета Министров Республики Узбекистан. А спустя год, с 2006 по 2008 год — главный специалист по вопросам развития международного финансового сотрудничества в Информационно-аналитическом департаменте по вопросам экономики при Кабинете Министров Республики Узбекистан.
В 2008—2012 годы — заведующий отделом экспертизы международных договоров при Управлении правовой экспертизы и международных договоров Кабинета Министров Узбекистана.
С сентября 2012 года Алишер Хабибуллаевич был назначен Чрезвычайным и полномочным послом Республики Узбекистан в Киеве. 26 ноября 2014 года в Посольстве Республики Узбекистан прошла презентация возможностей НАК «Узбекистон Хаво Йуллари», а презентацию открыл Алишер Абдуалиев. 18 октября 2015 года Алишер Абдуалиев выступил на открытии фестиваля «Таланты Украины». 20 сентября 2017 года торжественном приёме по поводу 25 лет установления дипломатических отношений между Украиной и Узбекистаном Абдуалиев Алишер Хабибуллаевич выступил с приветственным словом. 26 декабря 2017 года А. Хабибуллаевич встретился с городским головой Львова Андреем Садовым. 10 августа 2018 года Алишер Хабибуллаевич по приглашению ОО «Всеукраинская Аграрная Рада» (ВАР) посетил Умань. 22 сентября 2018 года во Львове Алишер Абдуалиев принял участие в открытии празднования Дня Узбекистана.

## Награды
- Медаль «Шухрат» (2006)[1].